# 공이

공이(firing pin, striker)는 뇌관(primer)을 때려서 폭발시키는 금속 막대이다. 뇌관이 폭발하면서 장약(gunpowder)이 같이 폭발한다. 공이치기(hammer)가 공이를 때려서 작동한다. 한자어로 격침(擊針)이라고 부르기도 한다.